# Ingo de Jong
Ingo de Jong Shihan, Hanshi (mästare), född 21 augusti 1943 i Australien, är en svensk karateutövare med 8:e dan inom skolan Gōjū-ryū.

## Karriär
Ingo de Jong inledde sin karatekarriär på 1960-talet i Australien under Shihan Paul Starling. I mitten av 1970-talet bosatte han sig i Sverige och kom under en period att ingå i det svenska karatelandslaget. År 1985 utnämndes han av Grand Master Yamaguchi Gōgen till chefsinstruktör i Skandinavien. Sedan blev han utsedd till vicepresident och Hombuchō Europe i IKGA (International Karate-dō Gōjū-kai Association). 
Ingo de Jongs lärare var grundaren av Gōjū-kai stilen, den framlidne Yamaguchi Gōgen Hanshi samt framförallt dennes son Grandmaster Goshi Yamaguchi Saikō Shihan. Han upphöjdes 2008 av sin lärare till den mest ärofyllda mästartiteln - Hanshi.